# Archidiocèse de Bamenda
L’archidiocèse de Bamenda est un archidiocèse métropolitain de l'Église catholique au Cameroun. Son siège est la cathédrale Saint-Joseph.

## Histoire
Le diocèse est érigé le 13 août 1970 à partir du diocèse de Buéa par la bulle Tametsi Christianarum. Le 18 mars 1982, par la bulle Eo magis catholica Ecclesia, il cède une portion de son territoire  pour former le diocèse de Kumbo, en même temps qu’il est élevé au rang d'archidiocèse métropolitain.
Le diocèse catholique de Portsmouth et l’archidiocèse sont jumelés depuis 1974. En 2016, ce partenariat est toujours actif.

## Géographie
Le diocèse s’étend sur 10 720 km2 environ, dans la région anglophone du Nord-Ouest. Il couvre cinq des sept départements de la région : Boyo, Menchum, Mezam, Momo et Ngo-Ketunjia. Il a pour suffragants les diocèses de Buéa, Kumba, Kumbo et Mamfé.

## Paroisses
En 2013, le diocese compte 6 doyennés, Njinikom, Mankon, Widikum, Bambui, Wum et Ndop et 35 paroisses :                  

### Mankon
- Akum
- Azire
- Bafut
- Mankon
- Ngomgham
- Njimafor
- Ntambeng
- Santa

### Njinikom
- Saint Antoine de Njinikom

### Wum
- Sainte Trinité de Wum

## Enseignement
Les évêques de la province ecclésiastique de Bamenda ont créé, en 2011, la Catholic University of Cameroon (CATUC), sise à Bamenda.
Le Collège du Sacré-Cœur de Bamenda, ou Sacred Heart College (SAHECO) est un internat privé catholique pour garçons, situé à Bamenda, fondé en 1961 et géré par l’archidiocèse de Bamenda, situé près de Mankon (Bamenda II).

## Liste des évêques et archevêques

### Évêque
- 13 août 1970 - 18 mars 1982 : Paul Verdzekov

### Archevêques
- 18 mars 1982 - 23 janvier 2006 : Paul Verdzekov, promu archevêque.
- 23 janvier 2006 - 30 décembre 2019 : Cornelius Fontem Esua[Note 1]
- depuis le 30 décembre 2019 : Andrew Nkea Fuanya

### Note
1. ↑  archevêque coadjuteur à partir du 7 décembre 2004.